# 에밀과 탐정들

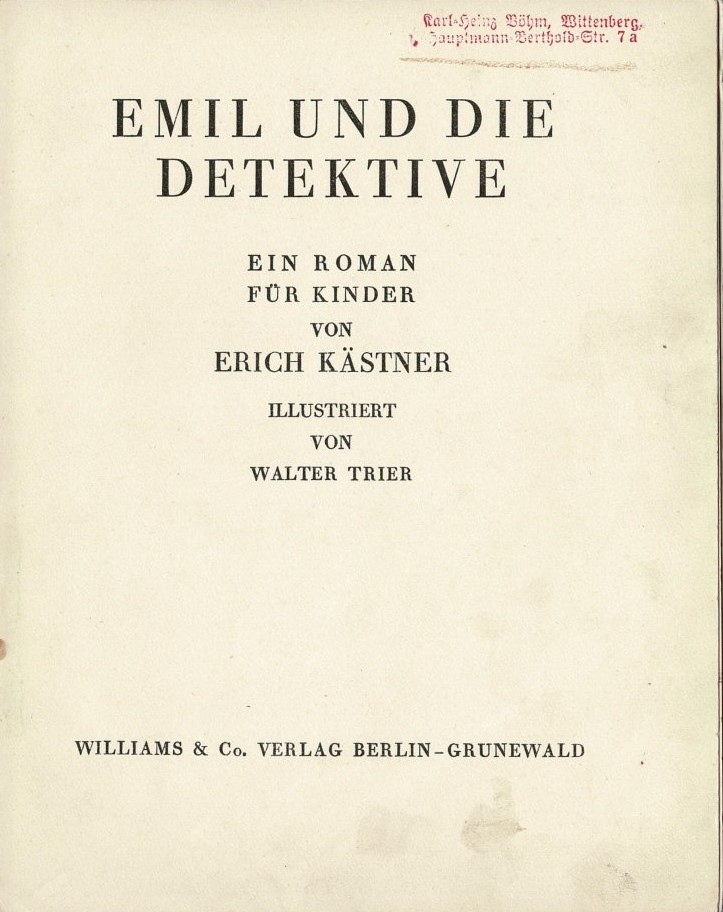

『에밀과 탐정들』(독일어: Emil und die Detektive)은 1929년 출간된 독일의 아동장편소설이다. 작가는 에리히 케스트너, 삽화가는 발터 트리어였다. 당대 베를린을 배경으로, 고모를 만나기 위해 시골에서 상경한 12살짜리 에밀 티슈바인(독일어: Emil Tischbein)이 도둑맞은 140 마르크를 찾기 위해 한 무리의 베를린 아이들의 조력을 받아 "탐정단"을 만들어 도둑을 추적하는 이야기다.
케스트너의 첫 대중적 성공작이며, 1945년 이전 케스트너의 작품 중 나치의 검열을 피한 유일한 작품이다. 매우 성공하여 초판이 200만 부가 팔렸다. 1931년 영어판이 출간되었고, 절판되는 일 없이 59개 언어로 번역되었다.
지금도 케스트너의 가장 유명한 작품으로 남아 있다. 동시대의 다른 아동문학들과 비교했을 때, 이 작품은 당대 베를린이라는 배경의 사실주의적 묘사와 생동검 넘치는 등장인물들을 통해 환상의 세계가 아닌 현실의 1920년대 베를린을 재현했다는 점이 독특하다.